# 1050
Il 1050 (ML in numeri romani) è un anno  dell'XI secolo.

## Eventi
- A Venezia viene iniziata la costruzione dell'attuale Basilica di San Marco.
- Il duca di Normandia Guglielmo il conquistatore conquista il castello di Brionne.
- Viene completata la costruzione della chiesa di Santa Sofia a Novgorod.
- Tibaldo di Vernon, canonico, scrive la Vie de saint Alexis, prima opera letteraria scritta in Langue d'oil.
- Muore il re di Svezia Anund Jacob, gli succede il fratello Emund il Vecchio.
- Hedeby viene saccheggiata dal re di Norvegia Harald III Dente Blu durante un conflitto col re di Danimarca Sweyn II.
- L'impero del Ghana conquista Aoudaghost, un importante centro commerciale berbero e rivale di Koumbi Saleh.
- In un monastero spagnolo è miniata la Bibbia di Ripoll, detta anche Bibbia di Farfa.
- Il filosofo cinese Chou Tun-i scrive una cosmologia ispirata alla filosofia taoista.
- A Benevento viene utilizzata per la prima volta la notazione musicale neumatica.
- Applicazione per uso bellico della Polvere da sparo in Cina.

## Nati
- 8 novembre - Svjatopolk II di Kiev, sovrano († 1113)
- 11 novembre - Enrico IV di Franconia, re († 1106)
- Bertoldo II di Zähringen, nobile tedesco († 1111)
- Warin di Metz, tedesco († 1115)
- Leopoldo II di Babenberg, nobile tedesco († 1095)
- Li Tang, pittore cinese († 1130)
- Olaf I di Danimarca, re danese († 1095)
- Roscellino di Compiègne, filosofo francese († 1120)
- Teofilatto di Ocrida, insegnante, scrittore e teologo bizantino
- Waltheof, conte di Northumbria, nobile inglese († 1076)
- Guglielmo Ugo I di Baux, sovrano francese († 1110)

## Morti
- 10 febbraio - Ingegerd Olofsdotter, nobile e religiosa svedese (n. 1001)
- 12 aprile - Alferio Pappacarbone, abate italiano (n. 930)
- 3 giugno - San Davino, armeno
- 31 luglio - Goffredo II di Cerdanya, conte
- 9 agosto - Nicola di Stilo, religioso italiano
- 28 ottobre - Eadsige, arcivescovo anglosassone
- Anund Jacob di Svezia, re norrena (n. 1008)
- Michele Doceano, generale bizantino
- Duthac, vescovo e santo scozzese
- Abu al-Walid Marwan ibn Janah, medico, farmacologo e linguista spagnolo (n. 985)
- Mendo III Nunes, militare spagnolo
- Suryavarman I, sovrano cambogiano
- Einar Thambarskelfir, militare norvegese (n. 980)
- Zoe Porfirogenita, imperatrice bizantina
- Yoná Ibn Yanáh, grammatico, medico e scrittore arabo

## Calendario
| Calendario 1050 | Calendario 1050 | Calendario 1050 | Calendario 1050 | Calendario 1050 | Calendario 1050 | Calendario 1050 | Calendario 1050 | Calendario 1050 | Calendario 1050 | Calendario 1050 | Calendario 1050 | Calendario 1050 | Calendario 1050 | Calendario 1050 | Calendario 1050 | Calendario 1050 | Calendario 1050 | Calendario 1050 | Calendario 1050 | Calendario 1050 | Calendario 1050 | Calendario 1050 | Calendario 1050 | Calendario 1050 | Calendario 1050 | Calendario 1050 | Calendario 1050 | Calendario 1050 | Calendario 1050 | Calendario 1050 | Calendario 1050 | Calendario 1050 |
| --------------- | --------------- | --------------- | --------------- | --------------- | --------------- | --------------- | --------------- | --------------- | --------------- | --------------- | --------------- | --------------- | --------------- | --------------- | --------------- | --------------- | --------------- | --------------- | --------------- | --------------- | --------------- | --------------- | --------------- | --------------- | --------------- | --------------- | --------------- | --------------- | --------------- | --------------- | --------------- | --------------- |
|                 | 1               | 2               | 3               | 4               | 5               | 6               | 7               | 8               | 9               | 10              | 11              | 12              | 13              | 14              | 15              | 16              | 17              | 18              | 19              | 20              | 21              | 22              | 23              | 24              | 25              | 26              | 27              | 28              | 29              | 30              | 31              |                 |
| Gennaio         | Lu              | Ma              | Me              | Gi              | Ve              | Sa              | Do              | Lu              | Ma              | Me              | Gi              | Ve              | Sa              | Do              | Lu              | Ma              | Me              | Gi              | Ve              | Sa              | Do              | Lu              | Ma              | Me              | Gi              | Ve              | Sa              | Do              | Lu              | Ma              | Me              |                 |
| Febbraio        | Gi              | Ve              | Sa              | Do              | Lu              | Ma              | Me              | Gi              | Ve              | Sa              | Do              | Lu              | Ma              | Me              | Gi              | Ve              | Sa              | Do              | Lu              | Ma              | Me              | Gi              | Ve              | Sa              | Do              | Lu              | Ma              | Me              |                 |                 |                 |                 |
| Marzo           | Gi              | Ve              | Sa              | Do              | Lu              | Ma              | Me              | Gi              | Ve              | Sa              | Do              | Lu              | Ma              | Me              | Gi              | Ve              | Sa              | Do              | Lu              | Ma              | Me              | Gi              | Ve              | Sa              | Do              | Lu              | Ma              | Me              | Gi              | Ve              | Sa              |                 |
| Aprile          | Do              | Lu              | Ma              | Me              | Gi              | Ve              | Sa              | Do              | Lu              | Ma              | Me              | Gi              | Ve              | Sa              | Do              | Lu              | Ma              | Me              | Gi              | Ve              | Sa              | Do              | Lu              | Ma              | Me              | Gi              | Ve              | Sa              | Do              | Lu              |                 |                 |
| Maggio          | Ma              | Me              | Gi              | Ve              | Sa              | Do              | Lu              | Ma              | Me              | Gi              | Ve              | Sa              | Do              | Lu              | Ma              | Me              | Gi              | Ve              | Sa              | Do              | Lu              | Ma              | Me              | Gi              | Ve              | Sa              | Do              | Lu              | Ma              | Me              | Gi              |                 |
| Giugno          | Ve              | Sa              | Do              | Lu              | Ma              | Me              | Gi              | Ve              | Sa              | Do              | Lu              | Ma              | Me              | Gi              | Ve              | Sa              | Do              | Lu              | Ma              | Me              | Gi              | Ve              | Sa              | Do              | Lu              | Ma              | Me              | Gi              | Ve              | Sa              |                 |                 |
| Luglio          | Do              | Lu              | Ma              | Me              | Gi              | Ve              | Sa              | Do              | Lu              | Ma              | Me              | Gi              | Ve              | Sa              | Do              | Lu              | Ma              | Me              | Gi              | Ve              | Sa              | Do              | Lu              | Ma              | Me              | Gi              | Ve              | Sa              | Do              | Lu              | Ma              |                 |
| Agosto          | Me              | Gi              | Ve              | Sa              | Do              | Lu              | Ma              | Me              | Gi              | Ve              | Sa              | Do              | Lu              | Ma              | Me              | Gi              | Ve              | Sa              | Do              | Lu              | Ma              | Me              | Gi              | Ve              | Sa              | Do              | Lu              | Ma              | Me              | Gi              | Ve              |                 |
| Settembre       | Sa              | Do              | Lu              | Ma              | Me              | Gi              | Ve              | Sa              | Do              | Lu              | Ma              | Me              | Gi              | Ve              | Sa              | Do              | Lu              | Ma              | Me              | Gi              | Ve              | Sa              | Do              | Lu              | Ma              | Me              | Gi              | Ve              | Sa              | Do              |                 |                 |
| Ottobre         | Lu              | Ma              | Me              | Gi              | Ve              | Sa              | Do              | Lu              | Ma              | Me              | Gi              | Ve              | Sa              | Do              | Lu              | Ma              | Me              | Gi              | Ve              | Sa              | Do              | Lu              | Ma              | Me              | Gi              | Ve              | Sa              | Do              | Lu              | Ma              | Me              |                 |
| Novembre        | Gi              | Ve              | Sa              | Do              | Lu              | Ma              | Me              | Gi              | Ve              | Sa              | Do              | Lu              | Ma              | Me              | Gi              | Ve              | Sa              | Do              | Lu              | Ma              | Me              | Gi              | Ve              | Sa              | Do              | Lu              | Ma              | Me              | Gi              | Ve              |                 |                 |
| Dicembre        | Sa              | Do              | Lu              | Ma              | Me              | Gi              | Ve              | Sa              | Do              | Lu              | Ma              | Me              | Gi              | Ve              | Sa              | Do              | Lu              | Ma              | Me              | Gi              | Ve              | Sa              | Do              | Lu              | Ma              | Me              | Gi              | Ve              | Sa              | Do              | Lu              |                 |